# Kostel svatého Michaela (Nová Role)
Kostel svatého Michaela stojí v obci Nová Role v okrese Karlovy Vary. Je chráněnou kulturní památkou České republiky.
Filiální kostel náleží římskokatolické farnosti kostela Nanebevstoupení Páně Karlovy Vary - Stará Role karlovarského vikariátu diecéze plzeňské.

## Historie
Románsko-gotická venkovská kaple zasvěcená svatému Michaelovi archandělovi vznikla v letech 1240–1255. Z tohoto období se částečně dochovalo pravoúhlé kněžiště a sakristie. První písemná zmínka je z roku 1293, kdy plebánii spravoval řád křižovníků s červenou hvězdou. Filiální kaple náležela k farnímu kostelu svaté Anny v Sedlci. V roce 1355 se stal farním kostelem. V 16. století byla kaple přestavěna na kostel. V roce 1560 byl v držení protestantů. Koncem 16. století byl rekatolizován. V 17. století jako filiální kostel náležel k farnosti v Jindřichovicích, pak v Sedlci a nakonec k Dolnímu Chodovu. Farním kostelem se stává v roce 1707. V roce 1781 byl přestavěn Nostici. Po druhé světové válce docházelo k poškozování a ničení kostela hlavně v důsledku záplav řekou Rotavou. Od roku 1950 byl filiálním kostelem farnosti kostela svatého Petra a Pavla v Hroznětíně a od roku 1967 náleží k farnosti kostela Nanebevstoupení Páně Karlovy Vary - Stará Role karlovarského vikariátu.
V červnu 1961 došlo v Krušných horách k velké povodni, při které voda ničila mosty, silnice a domy. Nejhorší katastrofou se stala vyplavená Chemická úpravna rudy Jáchymovských dolů na říčce Rolavě mezi Nejdkem a Vysokou Pecí. Tu se snažil komunisticky režim ututlat. Z kalojemů bylo odplaveno sedmdesát tisíc tun radioaktivního kalu. Kostel zaplavilo radioaktivní bahno do jednoho metru výšky. Nenávratně byl zničen veškerý mobiliář, a kromě toho neznámí zloději ukradli varhanní píšťaly. Silně poškozený kostel se záchrany dočkal až po listopadu 1989. Obnovu prováděli obyvatelé Nové Role.
V letech 1991–1993 byla provedena rekonstrukce kostela a úprava okolí. Znovu vysvěcení v roce 1993 provedl pražský světící biskup František Lobkowicz.

## Popis

### Exteriér
Kostel je jednolodní orientovaná zděná omítaná stavba na půdorysu obdélníku s pravoúhlým závěrem zpevněným dvěma opěrnými pilíři s pultovou stříškou. Od roku 1781 má vysokou sedlovou střechu krytou šindelem, na hřebenu u vstupního průčelí s dřevěnou osmibokou zvonicí se zvonovou střechou a nad kněžištěm je polygonálním sanktusníkem. Sakristie byla přistavěna k severní straně kostela a k ke vstupnímu průčelí je přistavěna novější předsíň. Fasáda je hladká bez členění, stěny lodi jsou prolomeny dvěma páry úzkých oken s půlkruhovým záklenkem. V závěru jsou původní románská okna.

### Interiér
Loď má obdélný půdorys a plochý strop. V západní části je dřevěná trojkřídlá kruchta s kuželkovou balustrádou, kterou podpírají čtyři dřevěné sloupy. Kněžiště má čtvercový půdorys a je do lodi otevřeno širokým vítězným obloukem. Je zaklenuto jedním polem křížové klenby na vejčitých konzolách s kruhovým svorníkem ve vrcholu klenby. Vstup do sakristie vede hrotitým portálem, ve kterém byl později zazděn záklenek. Sakristie má lomenou valenou klenbu.
V interiéru se dochovala kazatelna z roku 1777, kterou vytvořil sochař J. Preuss z Nejdku, zbytky oltářů pískovcová křtitelnice z roku 1500. 
Výzdoba interiéru byla doplněna plastikami přemístěnými z Perninku a oltářním obrazem svatého Michaela od malíře Josefa Hošny.